# Wilhelm Karl Hartwich Peters
Wilhelm Karl Hartwich Peters fou un naturalista i explorador alemany. Nasqué el 22 d'abril de 1815 a Koldenbüttel i morí el 20 d'abril de 1883 a Berlín.

## Biografia
Fill d'un pastor, Peters començà el 1834 els seus estudis de medicina i d'història natural a la universitat de Copenhaguen, després es traslladà a Berlín on continuaria la resta de la seva carrera.
Després d'aconseguir el seu diploma el 1838, passà divuit mesos viatjant juntament amb Henri Milne-Edwards per la regió mediterrània. En tornar a Berlín es convertí en l'ajudant de l'anatomista Johannes Peter Müller.
Poc després elaborà un gran projecte d'exploració de Moçambic, pel qual tingué el suport de Müller i de Alexander von Humboldt. Deixà Berlín al setembre de 1842 i arribà a Angola i després a Moçambic al juny del 1843.
Explorà la regió durant quatre anys, visità l'interior de Moçambic, Zanzíbar, l'arxipèlag de les Comores i Madagascar. Viatjà també al Cap, car hagué de refer-se d'una malària contreguda durant les seves exploracions.
Tornà finalment a Europa a l'agost del 1847 via l'Índia i Egipte. Dugué una immensa col·lecció d'espècimens naturals. A partir d'aquest viatge escrigué entre el 1852 i el 1868 "Naturwissenschaftliche Reise nach Mossambique... in de Jahren 1842 bis 1848 ausgeführt" en quatre grans volums.
El 1847 començà a treballar a l'Institut d'Anatomia de la Universitat de Berlín, on després arribà a ser professor ajudant el 1849.
El 1856, es convertí en l'assistent del director del Museu d'Història Natural de Berlín, que en aquell moment dirigia Martin Heinrich Karl Lichtenstein. El substituí en la direcció en morir Lichtenstein. Contribuí a l'enriquiment de la col·lecció del museu fins a convertir-la en una de les més importants del món; per exemple la col·lecció de rèptils i d'amfibis triplicà la seva mida passant de 3.700 espècimens a 10.500, volum comparable al dels museus de París o de Londres.
A partir del 1858 ensenyà zoologia i tingué una influència considerable. Darwinista convençut, els seus treballs són la síntesi de les seves investigacions anatòmiques i zoològiques. Publicà més de 400 articles sobre grups variats, de vertebrats i d'invertebrats.
Descrigué una espècie de llangardaix de la família dels xantúsids, el 1863 juntament amb Juan Gundlach.

## Llista parcial de les seves obres
- 1838: Observationes ad anatomiam Cheloniorum, tesi, Berlín.
- 1852-1868: Naturwissenschaftliche Reise nach Mossambique, auf Befehl seiner Majestät des Königs Friedrich Wilhelm IV. in den Jahren 1842 bis 1848 ausgeführt, Berlín.
- 1854: « Diagnosen neuer Batrachier, welche zusammen mit der früher (24. Juli und 17. August) gegebenen Übersicht der Schlangen und Eidechsen mitgetheilt werden ». Ber. Bekanntmach. Geeignet. Verhandl. Königl.-Preuss. Akad. Wiss. Berlin : 614-628
- 1862: Die Heidflächen Norddeutschlands, Hannover.
- 1854: Mittheilung über die Süsswasserfische von Mossambique. Monatsb. Akad. Wiss. Berlín : 783.
- 1863-1875: Handbuch der Zoologie juntament amb Julius Victor Carus i Carl Eduard Adolph Gerstäcker, Leipzig.
- 1863: « Eine Übersicht der von Hrn. Richard Schomburgk an das zoologische Museum eingesandten Amphibien, aus Buchsfelde bei Adelaide in Südaustralien ». Monatsberichte der Königlich Preussischen Akademie der Wissenschaften zu Berlin, Abril : 228-236.
- 1869: « Eine Mittheilung über neue Gattungen und Arten von Eidechsen ». Monatsberichte der Königlich Preussischen Akademie der Wissenschaften zu Berlin : 57-66.
- 1870: « Beitrag zur Kenntnis der herpetologische Fauna von Südafrika ». Monatsberichte der Königlich Preussischen Akademie der Wissenschaften zu Berlin : 110-115.
- 1870: « Eine Mitteilung über neue Amphibien (Hemidactylus, Urosaura, Tropidolepisma, Geophis, Uriechis, Scaphiophis, Hoplocephlaus, Rana, Entomogossus, Cystignathus, Hylodes, Arthroleptis, Phyllobates, Cophomantis) des Königlich-zoologischen Museums ». Monatsberichte der Königlich Preussischen Akademie der Wissenschaften zu Berlin : 641-652
- 1872: « Über eine neue Gattung von Fischen aus der Familie der Cataphracti Cuv., Scombrocottus salmoneus, von der Vancouvers ». Insel. Monatsb. Akad. Wiss. Berlin 1872 : 568–570.
- 1880: « Über die von Hrn. J. M. Hildebrandt auf Nossi-Bé und Madagascar gasammelten Säugethiere und Amphibien ». Monatsberichte der Königlich Preussischen Akademie der Wissenschaften zu Berlin : 508-511.
- 1883: « Neue Geckonen, darunter drei Arten von Scalabotes, aus der Sammlung des in Madagascar verstorbenen Reisenden J. M. Hildebrandt ». Sitzungsber. Ges. naturf. Freunde Berlin 1883 (2) : 27-29.